# فرساملینگ

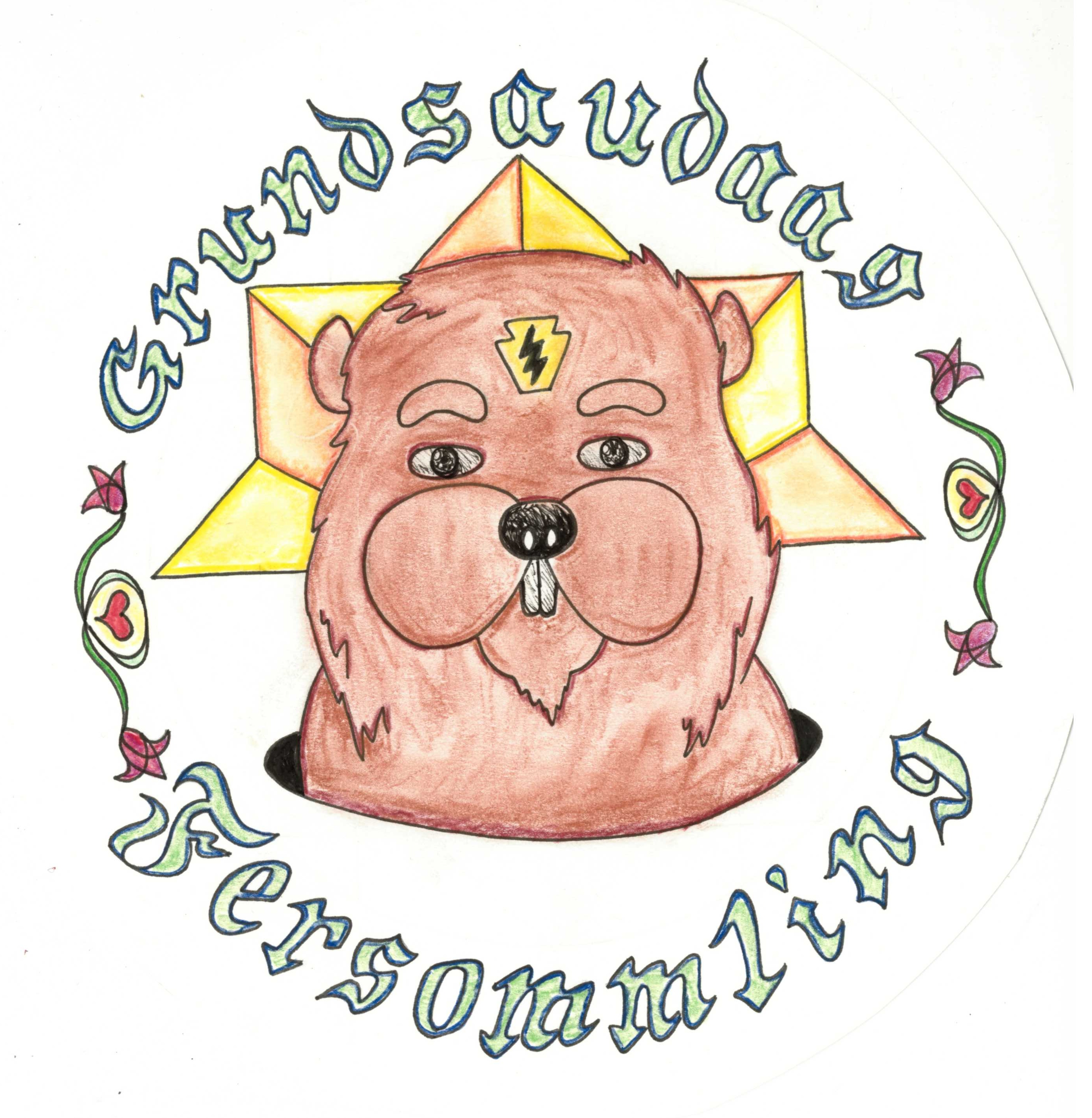
تصویرگری و آبرنگ "Grundsaudaag Fersommling" توسط Andrew Issermoyer ، 2017

Fersommling (جمع ، Fersommlinge ) (به انگلیسی Versammling یا Fersammling نیز هجی می شود) یک رویداد اجتماعی هلندی در پنسیلوانیا است که در آن غذا سرو می شود ، سخنرانی می شود و یک یا چند عدد نمایشنامه یا اسکیت برای سرگرمی اجرا می شود. 

## معرفی
در  این رویداد درجه بالایی از تئاتر و تشریفات ، مخصوصاً در لژهای زمینی درگیر است.مانند : تعهد وفاداری به لژ و ساحل زمینی ، گوش دادن به گزارش هواشناسی ، خواندن ترانه های میهنی در دیتس ، و خاتمه هر جلسه با درخواست از خدا به آنها اجازه می دهد که شیوه زندگی و سرگرمی آنها را حفظ کنند همانطور که ویلیام دونر توصیف کرده است. از جمله این سنت ها می توان به خواندن آواز محلی آلمانی " Schnitzelbank "  و میهن دوستانه " My Country، 'Tis of thee " ، به آلمانی پنسیلوانیا ، ترجمه John Birmelin اشاره کرد .  "خلاقیت مداوم وجود دارد ، زیرا وقایع کنونی در نمایش ها ، سخنرانی ها و اسکیت های متداول گنجانیده شده اند." 
Fersommlinge به طور معمول با حضور Fancy Dutch ، برخلاف "فرقه های" آمیش ، برادران و منونیت ها برگزار می شود . این اصطلاح به معنای واقعی کلمه "یک جماعت" است ، نه به معنای گروهی از کلیساها ، بلکه به عنوان اجتماع اجتماعی مردم. فرساملینگ عملکرد مذهبی نیست ، اگرچه بسیاری از کلیساها و گروه های کلیسایی میزبان این رویدادها بودند و از آنها برای جمع آوری پول استفاده می کردند. گویش آلمانی پنسیلوانیا تنها زبانی است که در این مراسم صحبت می شود و کسانی که انگلیسی صحبت می کنند مجازاتی را می پردازند ، معمولاً به صورت نیکل ، سکه یا یک چهارم ، به ازای هر کلمه گفته شده ، در یک کاسه در وسط میز قرار می گیرد. 